# Aeschynanthus tubulosus
Aeschynanthus tubulosus là một loài thực vật có hoa trong họ Tai voi. Loài này được J.Anthony mô tả khoa học đầu tiên năm 1934.